# Tanzânia nos Jogos Olímpicos de Verão de 2008
A Tanzânia competiu nos Jogos Olímpicos de Verão de 2008, em Pequim, na China. 

## Desempenho

### Atletismo
Masculino
| Atleta                 | Evento       | Preliminares | Preliminares | Semifinal   | Semifinal   | Final         | Final         |
| Atleta                 | Evento       | Marca        | Posição      | Marca       | Posição     | Marca         | Posição       |
| ---------------------- | ------------ | ------------ | ------------ | ----------- | ----------- | ------------- | ------------- |
| Samwel Mwera           | 800 metros   | 1m50s67      | 54º          | Não avançou | Não avançou | Não avançou   | Não avançou   |
| Fabiano Joseph Naasi   | 10000 metros |              |              |             |             | 27m25s33      | 9º            |
| Dickson Marwa Mkami    | 10000 metros |              |              |             |             | 27m48s03      | 14º           |
| Samwel Shauri          | 10000 metros |              |              |             |             | 28m06s26      | 21º           |
| Samson Ramadhani       | Maratona     |              |              |             |             | 2h25m03s      | 55º           |
| Getuli Bayo            | Maratona     |              |              |             |             | Não completou | Não completou |
| Mohamed Ikoki Msandeki | Maratona     |              |              |             |             | Não largou    | Não largou    |

Feminino
| Atleta               | Evento      | Preliminares | Preliminares | Semifinal   | Semifinal   | Final       | Final       |
| Atleta               | Evento      | Marca        | Posição      | Marca       | Posição     | Marca       | Posição     |
| -------------------- | ----------- | ------------ | ------------ | ----------- | ----------- | ----------- | ----------- |
| Zakia Mrisho Mohamed | 5000 metros | 15m24s28     | 23º          | Não avançou | Não avançou | Não avançou | Não avançou |

### Natação
Masculino
| Atleta(s)            | Evento    | Eliminatórias | Eliminatórias | Semifinal   | Semifinal   | Final       | Final       |
| Atleta(s)            | Evento    | Tempo         | Posição       | Tempo       | Posição     | Tempo       | Posição     |
| -------------------- | --------- | ------------- | ------------- | ----------- | ----------- | ----------- | ----------- |
| Khalid Yahya Rushaka | 50m livre | 28s50         | 83º           | Não avançou | Não avançou | Não avançou | Não avançou |

Feminino
| Atleta(s)                 | Evento    | Eliminatórias | Eliminatórias | Semifinal   | Semifinal   | Final       | Final       |
| Atleta(s)                 | Evento    | Tempo         | Posição       | Tempo       | Posição     | Tempo       | Posição     |
| ------------------------- | --------- | ------------- | ------------- | ----------- | ----------- | ----------- | ----------- |
| Magdalena Ruth Alex Moshi | 50m livre | 31s37         | 77º           | Não avançou | Não avançou | Não avançou | Não avançou |